# 3065 Sarahill
3065 Sarahill eller 1984 CV är en asteroid i huvudbältet som upptäcktes den 8 februari 1984 av den amerikanske astronomen Edward L.G. Bowell vid Anderson Mesa Station. Den är uppkallad efter den amerikanska astronomen Sarah J. Hill.
Asteroiden har en diameter på ungefär 19 kilometer.